# Quarto Relatório de Avaliação do Painel Intergovernamental sobre Mudanças Climáticas
O Quarto Relatório de Avaliação do Painel Intergovernamental sobre Mudanças Climáticas (IPCC) (também Climate Change 2007) é o quarto numa série de tais relatórios. O IPCC foi estabelecido pela Organização Meteorológica Mundial (OMM) e pelo Programa das Nações Unidas para o Meio Ambiente (UNEP) para avaliar informações científicas, técnicas e sócio-econômicas envolvendo a mudança climática, seus efeitos potenciais e opiniões para a adaptação e suavização. Cépticos têm feito uma variedade de críticas contra o relatório.
O quarto relatório foi liberada em quatro distintas seções. A primeira seção liberou os relatórios sobre a base física científica. Fizeram muitas observações, tais como as mudanças na atmosfera, o aquecimento planetário, o gelo, neve, geleiras, chuvas, oceanos, furacões, sobre os fatores que aquecem ou resfriam o planeta, a sensibilidade climática, projeções baseados em modelos para o futuro, o aumento na temperatura e no nível dos mares. A segunda seção liberou relatórios sobre os impactos, as adaptações e a vulnerabilidade, tais como as atribuições das mudanças, as projeções, os ecossistemas, os alimentos e os sistemas costeiros. A terceira seção liberou o relatório sobre a suavização das mudanças climáticas, tais como a mitigação das mudanças climáticas em curto, médio e longo prazo. A quarta seção liberou uma síntese das três seções anteriores.